# Grant Wood

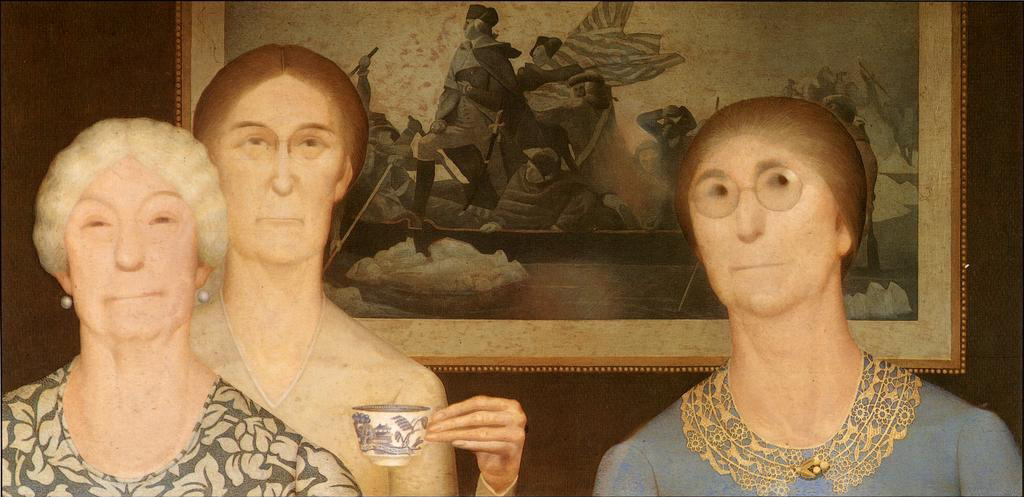
Daughters of Revolution (1932)

Grant Wood (13 de fevereiro de 1891 – 12 de fevereiro de 1942) foi um pintor americano. Nativo de Iowa, foi um dos principais regionalistas da década de 1930, frequentemente pintando temas conterrâneos em um estilo primitivista e até satírico. Entre suas pinturas mais conhecidas está American Gothic.

## Vida e carreira
Grant Wood nasceu em Iowa rural a quatro milhas (6 km) a leste de Anamosa em 1891; sua mãe mudou a família para Cedar Rapids depois que seu pai morreu em 1901. Logo depois, ele começou como um aprendiz em uma loja de metal local. Depois de se formar no Washington High School, a Wood inscreveu-se em The Handicraft Guild, uma escola de arte inteiramente de mulheres em Minneapolis em 1910 (hoje é um coletivo proeminente de artistas na cidade). Ele disse que mais tarde retornou à Guild para pintar American Gothic. Um ano mais tarde, Wood retornou a Iowa, onde ensinou em uma escola rural de um cômodo. Em 1913, ele se inscreveu na Escola do Instituto de Arte de Chicago e realizou alguns trabalhos como ourives.
De 1922 a 1928, Wood fez quatro viagens à Europa, onde estudou muitos estilos de pintura, especialmente impressionismo e pós-impressionismo. Entretanto, foi o trabalho do artista flamengo do século XV, Jan van Eyck, que o influenciou a assumir a clareza desta técnica e a incorporá-la em suas novas obras.
De 1922 a 1935, Wood viveu no sótão de uma carruagem em Cedar Rapids, que transformou em seu estúdio pessoal em "5 Turner Alley" (o estúdio não tinha endereço até que Wood fizesse um). Em 1932, Wood ajudou a encontrar a Stone City Art Colony perto de sua cidade natal para ajudar os artistas a superar a Grande Depressão. Ele se tornou um grande proponente do regionalismo nas artes, dando palestras em todo o país sobre o tema.  Á medida que sua imagem classicamente americana se solidificava, seus dias boêmios em Paris foram sendo extintos de sua personalidade pública. 
Wood foi casado com Sara Sherman Maxon de 1935 a 1938. Um pouco mais velhs do que Grant, Sara nasceu em Iowa em 1887, e os amigos consideraram o casamento como um erro para ele. Wood ensinou pintura na Escola de Arte da Universidade de Iowa de 1934 a 1941. Durante esse período, ele supervisionou projetos de pintura mural, orientou estudantes, produziu uma variedade de suas próprias obras e tornou-se uma parte fundamental da comunidade cultural da Universidade. Pensa-se que ele era um homossexual reprimido. A crítica Janet Maslin afirma que seus amigos o conheciam como "homossexual e um pouco curioso em sua mascarada como um típico garoto do campo".  A administração da universidade descartou as alegações de um episódio de assédio, e Wood teria retornado como professor, se não fossem os seus crescentes problemas de saúde.  Em 12 de fevereiro de 1942, no dia anterior ao aniversário de 51 anos, Wood morreu no hospital universitário de câncer de pâncreas.Está enterrado no Cemitério Riverside, em Anamosa, Iowa. 
Quando Wood morreu, sua propriedade foi para sua irmã, Nan Wood Graham, a mulher retratada no quadro [[Gótico Americano]] do artista. Quando ela morreu em 1990, a sua propriedade, juntamente com os objetos pessoais de Wood e várias obras de arte, tornou-se propriedade do Figge Art Museum em Davenport, Iowa.

## Regionalismo
Wood está associado ao movimento de regionalismo americano que se situava principalmente no Centro-Oeste, e ao avanço da pintura figurativa de temas rurais americanos em uma rejeição agressiva da abstração européia.
Grant era um dos três artistas mais associados ao movimento. Os outros, John Steuart Curry e Thomas Hart Benton, retornaram ao Centro-Oeste na década de 1930 devido ao encorajamento e assistência de Wood para localizar posições de ensino para eles nas faculdades nos estados de Wisconsin e Missouri, respetivamente. Junto com Benton, Curry e outros artistas regionalistas, o trabalho de Wood foi comercializado por meio da Associação de Artistas Americanos em Nova York por muitos anos. Wood é considerado o artista patronal de Cedar Rapids, e sua escola de pais de infância é retratada no 2004 Iowa State Quarter.

## American Gothic
O trabalho mais conhecido de Wood é a sua pintura de 1930 American Gothic, que também é uma das pinturas mais famosas da arte americana  e uma das poucas imagens para alcançar o status de ícone cultural amplamente reconhecido, comparável à Mona Lisa de Leonardo da Vinci ou ao quadro O Grito de Edvard Munch. 
American Gothic foi exibido pela primeira vez em 1930 no Art Institute of Chicago, onde ainda está localizado. Recebeu um prêmio de 300 dólares e fez novidades em todo o país, trazendo o reconhecimento imediato do artista. Desde então, foi emprestado e satirizado infinitamente  para propaganda e cartoons. 
Os críticos de arte que tiveram opiniões favoráveis sobre a pintura, como Gertrude Stein e Christopher Morley, assumiram que a obra deveria ser uma sátira da repressão, e estreitamento da vida rural nas pequenas cidades. Foi visto como parte da tendência para a representação cada vez mais crítica da América rural, ao longo das linhas de Sherwood Anderson em 1919, Winesburg, Ohio, Sinclair Lewis, 1920, Main Street e Carl Van Vechten's The Tattooed Countess, na literatura.   Wood rejeitou esta leitura. Com o início da Grande Depressão, passou a ser visto como uma descrição do espírito pioneiro americano firme. Outra leitura é que ele mostra-se como uma fusão ambígua de reverência e paródia. 
A inspiração de Wood veio de Eldon, no sul de Iowa, onde uma casa projetada no estilo do revivalismo gótico com uma janela superior na forma de um arco medieval apontado, forneceu o fundo e também o título da pintura.  Wood decidiu pintar a casa junto com "o tipo de pessoas que eu imaginava que deveria viver naquela casa".  A pintura mostra um fazendeiro ao lado de sua filha de solteironas, figuras modeladas pelo dentista e a irmã do artista, Nan (1900-1990).  A irmã de Wood insistiu que a pintura descreve a filha do fazendeiro e não a esposa, não gostando de sugestões, era a esposa do fazendeiro, já que isso significaria que ela parece mais velha do que a irmã de Wood preferiu pensar em si mesma. O dentista, Dr. Byron McKeeby (1867-1950) era de Cedar Rapids, Iowa. A mulher está vestida com um avental de impressão escura imitando o referente do século XIX com um broche de cameo e um laço bem atado, e o casal está no papel tradicional de homens e mulheres, com a forca de homem simbolizando trabalho duro.
A severidade composicional e a técnica detalhada derivam das pinturas do Renascimento do Norte, que Grant examinou durante três visitas à Europa; Depois disso, tornou-se cada vez mais consciente do legado do Midwest, que também informa o trabalho. É uma imagem-chave do regionalismo. 

Wood foi contratado em 1940, juntamente com outros oito artistas americanos proeminentes, para documentar e interpretar cenas dramáticas e personagens durante a produção do filme The Long Voyage Home, uma adaptação cinematográfica das peças de Eugene O'Neill.